# Mike Clink
Mike Clink é um produtor musical estadunidense. Começou sua carreira como engenheiro do Record Plant Studios e trabalhou com artistas como Whitesnake, Triumph, Guns N' Roses, Mötley Crüe, Megadeth, UFO (including Strangers in the Night), Jefferson Starship, The Babys, Heart, Eddie Money, dentre outros.

## Bandas relacionadas
Fonte:
- Triumph
- Guns N' Roses
- Mötley Crüe
- Megadeth
- UFO
- Jefferson Starship
- The Babys
- Heart
- Eddie Money
- Metallica
- Aerosmith